# Шуровце
Шуровце (слч. Šúrovce) насељено је мјесто са административним статусом сеоске општине (слч. obec) у округу Трнава, у Трнавском крају, Словачка Република.

## Становништво
| Година:    | 1994. | 2004.   | 2014.   | 2024.   |
| ---------- | ----- | ------- | ------- | ------- |
| Број људи: | 2163  | 2213    | 2329    | 2245    |
| Разлика:   |       | +2,31 % | +5,24 % | -3,60 % |

| Година:    | 2023. | 2024.   |
| ---------- | ----- | ------- |
| Број људи: | 2225  | 2245    |
| Разлика:   |       | +0,89 % |

Према подацима о броју становника из 2024. године насеље је имало 2245 становника.